# Zlatko Junuzović
Zlatko Junuzović - em sérvio, Златко Јунузовић (Loznica, 26 de setembro de 1987) - é um ex-futebolista e atual auxiliar sérvio naturalizado austríaco que atuava como meia. Atualmente, está no Liefering.

## Carreira
Zlatko Junuzović começou a carreira no Grazer Athletiksport-Klub.